# 古賀葵
古賀葵（日语：／ Koga Aoi，1993年8月24日—）是日本的女性聲優，佐賀縣出身。81 Produce所屬。

## 人物
小時候喜歡看NHK播放的節目《與媽媽同樂》中的人偶劇，並想跟人偶成為好朋友，以此為契機開始朝聲優之路邁進。喜歡的動畫作品是《庫洛魔法使》、《小魔女DoReMi》。
2020年獲得第14屆聲優獎的主演女優賞。
《輝夜姬想讓人告白～天才們的戀愛頭腦戰～》漫畫作者赤坂明給予她「演技能給人留下深刻印象」的評價。

## 演出作品
※粗體字為主要角色。

### 電視動畫
2015年
- 寶石寵物 魔法變身（霙）
- 六花的勇者（女）
- 終物語（同學）
- 櫻子小姐腳下埋著屍體（真理）

2016年
- 只有我不存在的城市
- 戰鬥陀螺Burst（小木桃子）
- 少年阿貝 GO！GO！小芝麻（由美子、小貓、迷你雪怪的媽媽）
- 偶像學園STARS！（蘆田有莉、上級生、飴󠄀宮愛理、貝山海美、偶像）
- 在下坂本，有何貴幹？（女學生）
- 制約之絆（女學生A）
- 魔法少女？Naria☆Girls（花日）
- 星光樂園（女孩子）

2017年
- 秋葉原之旅 -THE ANIMATION-（客B）
- 偶像時間星光樂園（香織）
- 青春歌舞伎（女學生）
- 小金剛起源（女大學生A、學生3、元加治理香）
- 潔癖男子青山！（女學生、委員長、小莉、有賀彩香、女子路人、財前幼少、女子）
- 戀愛與謊言（木崎）
- 18if（女子A、ぽてち〈野猫〉、松岡美久、級友女子）
- 天使的3P！（金城空）
- URAHARA（群眾）
- 夢幻慶典R（女性）
- 側車搭檔（宮田百合）
- 動畫同好會（女子、田徑社成員、動畫迷）
- 網路勝利組（女子美容師）

2018年
- 飆速宅男 GLORY LINE（觀眾）
- 妖怪旅館營業中（店員、管子貓A、文通式、獨眼的小孩·妹妹、旅館接待員D、旅館接待員）
- 偶像活動Friends！（偶像）
- 多田君不戀愛（活動工作人員、學生）
- 魔法少女網站（同學青野、小波優、明日實由佳、女學生A、看護師A、少女A、虹海的弟弟）
- 星光頻道（女學生）
- 刃牙（情侶女A）
- 後街女孩（幸子）
- 遙的接球（觀眾2）
- 高分少女（書記）
- 搖曳莊的幽奈小姐（櫃台小姐）
- KIRA KIRA HAPPY★ 打開吧！見習神仙精靈（德島響）
- 宇宙戰艦提拉米斯II（孫）
- 佐賀偶像是傳奇（天吹萬梨阿）
- 終將成為妳（女學生）
- 我讓最想被擁抱的男人給威脅了。（偶像M）
- 寄宿學校的茱麗葉（女學生、少女、男孩子）
- 叛逆性百萬亞瑟王（女學生）

2019年
- 同居人時而在腿上，時而跑到腦袋上。（女性B、男孩子、飼主2）
- 輝夜姬想讓人告白～天才們的戀愛頭腦戰～（四宮輝夜）
- 荒野的壽飛行隊（貝蒂、看護師）
- Endro～！（小孩）
- Fairy Gone（奇瑪）
- 賢者之孫（克莉絲汀娜·海登）
- 星光頻道（女子）
- 魔法水果籃（像女主角的人）
- 我們真的學不來！（三國）
- 星光王子 KING OF PRISM -Shiny Seven Stars-（女子）
- 一拳超人 第2期（女性職員）
- 炎炎消防隊（美香子）
- 擅長捉弄人的高木同學2（齊瀏海）
- 街角魔族（遛狗的大姐姐、女性旁白）
- 女高中生的虛度日常（不動產、女學生）
- 科學一方通行（作樂木鳴葉）
- 在地下城尋求邂逅是否搞錯了什麼II（村長的養女莉娜）
- 我們真的學不來！ 第2期（三國）
- 這個勇者明明超TUEEE卻過度謹慎（艾魯魯）
- 萌獸寵物店（賽麗絲）
- 偶像學園 on Parade！（蘆田有莉、莉斯特·尤里、迷路的少女）
- 天華百劍 ～歡迎來到銘治館！～（稻葉鄉）
- 籃球少年王（春太）
- 美妙射擊部（蜂郷琉璃）

2020年
- 達爾文遊戲（志藤茜）
- 〈Infinite Dendrogram〉-無盡連鎖-（少年）
- 神推偶像登上武道館我就死而無憾（同僚、主持人）
- 機獸戰記 狂野爆發 ZERO（菲歐娜皇帝）
- 戀愛中的小行星（伊部小百合）
- 少女前線 人形小劇場 狂亂篇（M950A）
- 輝夜姬想讓人告白？～天才們的戀愛頭腦戰～（四宮輝夜）
- Slap-up party 阿拉德戰記（達娜·多納特、汪天才〈幼年〉）
- 戀與製作人（悅悅）
- 弩級戰隊HXEROS（保谷千夜）
- 科學超電磁砲T（作樂木鳴葉）
- 全員惡玉（女孩子）

2021年
- 奇蛋物語 Wonder Egg Priority（瑞希）
- 堀與宮村（奧山有菜）
- 如果究極進化的完全沉浸RPG比現實還更像垃圾遊戲的話（結城楓）
- 異世界魔王與召喚少女的奴隸魔術Ω（蘿婕）
- 佐賀偶像是傳奇 捲土重來（天吹萬梨阿）
- 我们的重製人生（志野亞貴）
- 歌劇少女!!（城花琉璃）
- 女武神的餐桌II（蘿莎莉婭·阿琳）
- 月光下的異世界之旅（聶理艾）
- 古見同學有交流障礙症。（古見硝子）
- 藍色時期（山本）
- 前輩有夠煩（月城莫娜）
- 三角窗外是黑夜（加奈）
- BUILD DIVIDE -#000000-（棟梨日和）
- 鬼滅之刃 無限列車篇（竈門六太）
- 境界戰機（西村楓）
- 180秒能讓你的耳朵感到幸福嗎？（加奈子）

2022年
- 时光代理人（乔苓）
- 擅長捉弄人的高木同學3（齊瀏海）
- BUILD DIVIDE -#FFFFFF-（棟梨日和）
- 古見同學有交流障礙症。 第2期（古見硝子）
- 街角魔族 2丁目（遛狗的大姐姐）
- 輝夜姬想讓人告白-超級浪漫-（四宮輝夜）
- 女忍者椿的心事（紫陽花）
- SHINE POST（娜塔莉亞）
- 盛開的阿斯諾特莉亞 吸！（萬德姬、拉吉）
- 打工吧！！魔王大人（清水真季）
- 被勇者隊伍開除的馭獸使，邂逅了最強種的貓耳少女（米娜）
- 給不滅的你 Season2（波科亞）

2023年
- 再得一勝！（天音惠梨佳）
- 開闊天空！光之美少女（艾兒／艾兒公主／莊嚴天使）
- 萬事屋齋藤先生轉生異世界（摩洛克的女兒）
- 輝夜姬想讓人告白-永不結束的初吻-（四宮輝夜）
- 肌肉魔法使-MASHLE-（LOVE·可愛）
- Fate/strange Fake -Whisper of Dawn-（繰丘椿）
- 奇異賢伴 黑色天使（諾娃／奧秘士）
- 堀與宮村 -piece-（奧山有菜）
- 凹凸魔女的親子日常（艾麗莎）
- 16bit的感動 ANOTHER LAYER（秋里樂葉） - 兼任樂葉簽名文字
- 位於戀愛光譜極端的我們（黑瀨海愛）
- 女朋友 and 女朋友（星崎理沙）

2024年
- 肌肉魔法使-MASHLE- 神覺者候補選拔試驗篇（LOVE·可愛）
- 夢想成為魔法少女（阿良河琪舞／獵豹）
- 恰如細語般的戀歌（水口未希）
- 天穗之咲稻姬（結）
- SHY 東京奪還篇（華輪紅）
- 美妙寵物 光之美少女（艾兒）
- 這個世界漏洞百出（木下）
- 嘆氣的亡靈想隱退（露希亞·羅傑、殺殺小弟）
- Re:從零開始的異世界生活 3rd season（184號／希爾菲）
- 魔王2099（舞）

2025年
- 雖然是公會的櫃檯小姐，但因為不想加班所以打算獨自討伐迷宮頭目（露露莉·艾修弗特）
- 中年大叔轉生反派千金（琉卡·畢洛基）
- 魔法製造者～異世界魔法的製作方法～（布莉姬）
- 雖然我是注定沒落的貴族 閒來無事只好來深究魔法（芙蘿拉）
- 群花綻放、彷如修羅（香玲）
- 九龍大眾浪漫（楊明）
- mono女孩（霧山杏）
- 忍者與殺手的同住日常（草隱真央）
- MUZIK TIGER In the Forest（ウィリー）
- 帝乃三姊妹意外地容易相處。（帝乃二琥）
- 給不滅的你 Season3（愛子）
- Fate/strange Fake（繰丘椿）

2026年
- 容易對付的惡魔大人（高潔果南）

### 動畫電影
2016年
- 加速世界 INFINITE∞BURST（廣播）
- 無上感激！（咖啡店店員）
- 劇場版偶像學園Stars！（言問）

2017年
- 豆打地平線（沖繩Awamo）
- 劇場版 Fate/stay night [Heaven's Feel] I.預示之花

2019年
- Love Live! Sunshine!! 學園偶像電影～彩虹彼端～（女學生）
- 劇場版 Fate/stay night [Heaven's Feel] II.迷途之蝶（小孩〈男〉）

2020年
- 交錯的想念（アヤ）
- 鬼滅之刃劇場版 無限列車篇（竈門六太）

2021年
- Princess Principal Crown Handler 第1章（安潔）
- Princess Principal Crown Handler 第2章（安潔）

2022年
- 劇場版 擅長捉弄人的高木同學
- 電影版 搖曳露營△（女高中生）

2023年
- Princess Principal Crown Handler 第3章（安潔）
- 電影 光之美少女 All Stars F（艾兒／艾兒公主／）

2024年
- 大室家 dear sisters（高崎岬）
- 大室家 dear friends（高崎岬）
- 美妙寵物 光之美少女！The Movie！心跳不已♡遊戲世界大冒險！（艾兒／艾兒公主／）

2025年
- Princess Principal Crown Handler 第4章（安潔）
- 電影Idol光之美少女你與我♪（艾兒／艾兒公主／）

### OVA
2010年代
- 12歲。（女子4）
- 想看她一臉嫌惡地露出褲褲（棚橋美鈴）

2020年代
- 噬血狂襲IV（女高中生）
- 弩級戰隊HXEROS（保谷千夜）※隨漫畫第11卷動畫BD同梱版發行
- 輝夜姬想讓人告白？～天才們的戀愛頭腦戰～（四宮輝夜）※隨漫畫第22卷OVA同梱版發行
- Princess Principal 完全新作OVA「BUSY EASY MONEY」（安潔）※Crown Handler第1章Blu-ray特裝限定版映像特典
- Princess Principal 完全新作OVA「Revealing Reviews」（安潔）※Crown Handler第2章Blu-ray特裝限定版映像特典

### 真人電影
- 輝夜姬想讓人告白～天才們的戀愛頭腦戰～（2019年，電影院工作人員）

### 網路動畫
2010年代
- 尋找屍體（廣播）
- 怪物彈珠（瑪麗）
- 天體運行式（觀光客）
- 齊木楠雄的災難 再啟動篇（女學生A）

2020年代
- 幼女社長（野鱷魚）
- 鎮西八郎為朝（男孩子、春）
- 狂賭之淵雙（佐渡美久良）
- 幼女社長R（野鱷魚）

### 遊戲
2014年
- 我的魔塔～超越傳說無盡之塔～（虎斑繩、水下切割槍）
- 封印勇者！瑪恩島與空之迷宮（瑪姬雅）

2015年
- 小林可愛到爆！！連遊戲也萌到最高點(*´ェ`*)（學級委員女子、女高中生）
- 新約Arcana Slayer（莉莉雅、緹賽莉雅）
- Bravely Default

2016年
- Kuchukuchuru（戶川木乃美）
- Kronos Blade（妖狐）
- 鋼鐵少女（凱莉、科隆、曙光女神）
- 少女前線（M950A、FNP-9）
- SOUL REVERSE ZERO（愛麗絲·吉蒂勒、瑪莉·瑞德、黃月英）
- ピリオドゼロ（門倉操）
- 戰鬥陀螺 爆烈世代（小木桃子）

2017年
- 天華百劍-斬-（稻葉鄉）
- 問答RPG 魔法使與黑貓維茲（ホリー）

2019年
- 崩壞3rd（蘿莎莉婭·阿琳）
- 白貓网球（アナゼ）
- 私立格里莫瓦魔法學園 （四宮輝夜）
- 怪物彈珠（2019年 - 2022年 直靈、媽祖、阿蒙潔）
- 苍蓝誓约（威尔士王子）

2020年
- 魔法禁書目錄 幻想收束（作樂木鳴葉）
- 原神（派蒙）

2021年
- 新楓之谷（菈菈）
- 白夜極光（契法）
- 魔法紀錄 魔法少女小圓外傳 (入名庫什)

2022年
- 神魔之塔（屹立獸衛·克洛怡、恩澤禱告 ‧ 卡西爾、沉潛斑翼 ‧ 約菲）
- 女忍者椿的心事（紫陽花）
- Fate/Grand Order（克里姆西爾德）
- 緋染天空 Heaven Burns Red（國見玉）
- 英雄傳說 黎之軌跡Ⅱ -緋紅原罪-（約爾妲）
- 無期迷途（海拉）
- 異度神劍3（伊諾）

2024年
- 学园偶像大师（根绪亚纱里）

- 怪物彈珠（露米娜絲）
- 寶可夢大師（吉娜）

### 外語配音
- 風中的女王
- 重返犯罪現場：LA

### 廣播劇
- むか〜し、昔話シリーズvol.2
- 鬼滅之刃「往昔的兄妹」（竈門六太[52]）
- 繼母的拖油瓶是我的前女友（伊理戶結女[53]）

### 有聲漫畫
- SAKAMOTO DAYS 坂本日常（大佛）

### 其他
- BP Fairies（小諸亞紀[54]）

## 音樂作品

### 角色歌曲
| 發行日期 | 標題                                                | 角色                                                    | 曲名                                              | 備註                                                       |
| 2016年   | 2016年                                              | 2016年                                                  | 2016年                                            | 2016年                                                     |
| -------- | --------------------------------------------------- | ------------------------------------------------------- | ------------------------------------------------- | ---------------------------------------------------------- |
| 8月24日  |                                                     |                                                         | 「」                                              | 電視動畫《魔法少女？Naria☆Girls》片頭曲                    |
| 8月24日  | 「」                                                | 電視動畫《魔法少女？Naria☆Girls》片尾曲                 |                                                   |                                                            |
| 2017年   |                                                     |                                                         |                                                   |                                                            |
| 7月26日  |                                                     | Baby's breath                                           | 「」                                              | 電視動畫《天使的3P！》片頭曲                               |
| 7月26日  | 「BLUE TEARS」                                      | Baby's breath                                           | 電視動畫《天使的3P！》相關歌曲                    |                                                            |
| 8月23日  | 楔                                                  | Baby's breath                                           | 「楔」                                            | 電視動畫《天使的3P！》片尾曲                               |
| 8月23日  | 楔                                                  | Baby's breath                                           | 「Baby's place」                                  | 電視動畫《天使的3P！》相關歌曲                             |
| 9月27日  | 電視動畫《天使的3P！》Three Angels Complete Album ♪ | Baby's breath                                           | 「」 「HOWLING」 「」 「INNOCENT BLUE」 「」 「」 | 電視動畫《天使的3P！》插入歌                               |
| 9月27日  | 電視動畫《天使的3P！》Three Angels Complete Album ♪ | Baby's breath                                           | 「」                                              | 電視動畫《天使的3P！》相關歌曲                             |
| 10月3日  | 天使的3P！BD、DVD第1卷特典CD                        | Baby's breath                                           | 「STAND UP!」                                     | 電視動畫《天使的3P！》相關歌曲                             |
| 10月25日 | Angelica Wind                                       | Void_Chords feat. 宮田百合（古賀葵）&目黑惠（田中爱美） | 「Angelica Wind」                                 | 電視動畫《側車搭檔》片尾曲                                 |
| 10月25日 | Angelica Wind                                       | Void_Chords feat. 宮田百合（古賀葵）&目黑惠（田中爱美） | 「Feel your breath」                              | 電視動畫《側車搭檔》相關歌曲                               |
| 11月2日  | 天使的3P！BD、DVD第2卷特典CD                        | Baby's breath                                           | 「LOVER SOUL」                                    | 電視動畫《天使的3P！》相關歌曲                             |
| 12月2日  | 天使的3P！BD、DVD第3卷特典CD                        | Baby's breath                                           | 「Believe In…Myself」                             | 電視動畫《天使的3P！》相關歌曲                             |
| 2018年   |                                                     |                                                         |                                                   |                                                            |
| 5月3日   | Brand New Stage                                     | Baby's breath.                                          | 「Brand New Stage」 「Hail to reason」            | 電視動畫《天使的3P！》相關歌曲                             |
| 2020年   |                                                     |                                                         |                                                   |                                                            |
| 3月5日   | 答え合わせ                                          | 四宮輝夜                                                | 「答え合わせ」                                    | 電視動畫《輝夜姬想讓人告白～天才們的戀愛頭腦戰～》相關歌曲 |

### 组合成员
1. 1 2 3  五島潤（大野柚布子）、紅葉谷希美（遠藤祐里香）、金城空（古賀葵）

## 外部連結
- 事務所官方簡歷 （页面存档备份，存于）（日語）
- 古賀葵的X（前Twitter）
- 古賀葵的Instagram帳戶